# Banovina da Croácia
A Banovina da Croácia ou Banato da Croácia (Servo-croata: Banovina Hrvatska, Бановина Хрватска) foi uma subdivisão administrativa (banovina) do Reino da Iugoslávia entre 1939 e 1941. Foi formada pela fusão das banovinas Sava e Litoral em uma única entidade autônoma, com pequenas partes das banovinas Drina, Zeta, Vrbas e Danúbio também incluídas. A sua capital era Zagreb e incluía a maior parte da atual Croácia juntamente com partes da Bósnia e Herzegovina e da Sérvia. Seu único Bano durante este período foi Ivan Šubašić.

## Prelúdio
Na Constituição de Vidovdan de 1921, o Reino dos Sérvios, Croatas e Eslovenos estabeleceu 33 distritos administrativos, cada um chefiado por um prefeito nomeado pelo governo. Tanto a Constituição de Vidovdan em geral como os distritos administrativos em particular fizeram parte do projecto de Nikola Pašić e Svetozar Pribićević para maximizar o poder da população étnica sérvia dentro do novo estado.  A nova constituição foi aprovada num clima político favorável aos centralistas sérvios, uma vez que os regionalistas croatas optaram por se abster de funções parlamentares, enquanto os deputados do Partido Comunista da Iugoslávia foram excluídos por uma votação parlamentar.  Uma alteração à lei eleitoral em Junho de 1922 tornou ainda mais favorável a população sérvia, quando foram criados círculos eleitorais com base nos números do censo pré-guerra, permitindo à Sérvia ignorar as enormes baixas militares sofridas na Primeira Guerra Mundial.  Isto apenas aumentou o ressentimento sentido pelos proponentes de um estado federado ou confederado em relação ao governo, particularmente os regionalistas croatas do Partido Camponês Republicano Croata (HRSS) em torno de Stjepan Radić. Radić foi baleado no parlamento por um delegado sérvio em 1928 e morreu dois meses depois. Isto provocou a retirada do HRSS da assembleia, forjou uma mentalidade anti-Belgrado na Croácia e, em última análise, levou ao colapso do sistema constitucional do Reino dos Sérvios, Croatas e Eslovenos.  
Após esforços infrutíferos para resolver a divisão sérvio-croata e a abstenção croata do governo, incluindo um gabinete liderado pelo esloveno nominalmente neutro Anton Korošec, o rei Alexandre I da Iugoslávia interveio e, em 6 de janeiro de 1929, estabeleceu a Ditadura de 6 de janeiro. Em 3 de outubro de 1929, o país foi oficialmente renomeado como Reino da Iugoslávia, em um esforço para unir as várias etnias em uma identidade nacional maior. O novo estado tinha uma nova constituição e, no lugar dos 33 distritos administrativos da Constituição de Vidovdan, estabeleceu as banovinas. As banovinas foram desenhadas de forma a evitar as antigas afiliações históricas, regionalistas ou étnicas, mas como o rei ainda tinha interesse em manter o domínio sérvio, do qual tirou a maior parte da sua legitimidade como rei, seis das nove Banovinas acabaram com maiorias sérvias.   Em vez de unir sérvios e croatas numa identidade jugoslava conjunta, houve um ressentimento generalizado entre os croatas contra uma suposta hegemonia sérvia. 
Ao longo dos dez anos seguintes, a ditadura real cresceu em força e governou com decretos autoritários,  culminando no mandato de Milan Stojadinović como primeiro-ministro entre 1936 e 1939. Stojadinović, que adotou o simbolismo, gestos e títulos fascistas de Benito Mussolini em suas aspirações de ser o homem forte da Iugoslávia,  acabou caindo em desgraça porque perdeu a fé dos representantes das minorias em fevereiro de 1939.  Ele foi substituído por Dragiša Cvetković, que, num esforço para ganhar o apoio croata para o seu governo, abriu conversações com o sucessor de Radić como líder dos regionalistas croatas, Vladko Maček. Num compromisso com o nome dos dois, o Acordo Cvetković-Maček (também conhecido como Sporazum),  o governo central fez a concessão de fundir duas das nove banovinas, Sava e Littoral, numa só, a Banovina da Croácia.  

## História
Com base no Acordo Cvetković-Maček e no Decreto sobre o Banato da Croácia (Uredba o Banovini Hrvatskoj) datado de 24 de agosto de 1939, o Banato da Croácia foi criado.  Toda a área das Banovinas do Sava e do Litoral foi combinada e partes das banovinas de Vrbas, Zeta, Drina e Danúbio (distritos de Brčko, Derventa, Dubrovnik, Fojnica, Gradačac, Ilok, Šid e Travnik) foram adicionadas para formar o Banato da Croácia.  As fronteiras do Banato da Croácia são em parte as fronteiras históricas da Croácia, e em parte baseadas na aplicação do princípio da etnicidade segundo o qual o território da Bósnia e da Herzegovina com uma população maioritariamente croata foi anexado ao Banato. 
Nos termos do Acordo, o governo central continuou a controlar a defesa, a segurança interna, a política externa, o comércio e os transportes; mas um Sabor eleito e um Bano designados pela coroa decidiriam os assuntos internos da Croácia. Ironicamente, o Acordo alimentou o separatismo. Maček e outros croatas viam a autonomia como um primeiro passo para a independência total da Croácia, por isso começaram a regatear o território; Os sérvios atacaram Cvetković, acusando-os de que o Acordo não lhes trouxe nenhum regresso à democracia nem autonomia; Os muçulmanos exigiram uma Bósnia autónoma; e eslovenos e montenegrinos abraçaram o federalismo. O Príncipe Regente Paulo nomeou um novo governo com Cvetković como primeiro-ministro e Maček como vice-primeiro-ministro, mas obteve pouco apoio.  Em maio de 1940, eleições locais bastante livres foram realizadas em municípios rurais, mostrando algum enfraquecimento do apoio a Maček e ao Partido Camponês Croata devido ao fraco desempenho económico.
Em 1941, as Potências do Eixo da Segunda Guerra Mundial ocuparam a Iugoslávia e estabeleceram um governo no exílio em Londres. Legalmente, a Banovina da Croácia permaneceu parte do Reino ocupado da Iugoslávia, enquanto o Eixo procedeu ao desmembramento do território iugoslavo e da Banovina junto com ele. Algumas das áreas costeiras de Split a Zadar e perto do Golfo de Kotor foram anexadas pela Itália Fascista mas o restante foi adicionado ao Estado Independente da Croácia. À medida que o Reino da Iugoslávia se tornou a Iugoslávia Federal Democrática com o sucesso dos Partisans Iugoslavos, um novo Estado Federal da Croácia foi estabelecido dentro dele, sucedendo à Banovina. 

## População
Em 1939, a banovina da Croácia tinha uma população de 4.299.430 habitantes, dos quais três quartos eram católicos romanos, um quinto eram ortodoxos e 4 por cento eram muçulmanos.  A banovina foi dividida em 116 distritos (kotari) dos quais 95 tinham maioria católica absoluta e 5 tinham maioria católica relativa.  Embora de natureza religiosa, de acordo com a política de homogeneidade jugoslava, o censo também forneceu informações sobre a composição étnica da banovina, uma vez que os croatas e os eslovenos étnicos eram predominantemente católicos, enquanto outras etnias não o eram.

## Esportes
A Federação Croata de Futebol era o órgão dirigente do futebol dentro da Banovina. Organizou uma liga nacional e uma seleção nacional. A Banovina  da Croácia, liderado por Jozo Jakopić, disputou quatro partidas internacionais: duas duplas em casa e fora contra Suíça e Hungria. O Campeonato Croata de Remo foi realizado em 29 de junho de 1940. 
A seleção masculina de hóquei no gelo da Croácia jogou seu primeiro amistoso contra a Eslováquia em 9 de fevereiro de 1941, em Bratislava, e perdeu por 6-1. 
A Federação Croata de Boxe foi reconstituída em 5 de outubro de 1939 como o órgão dirigente do boxe em toda a Banovina da Croácia. 

## Galeria

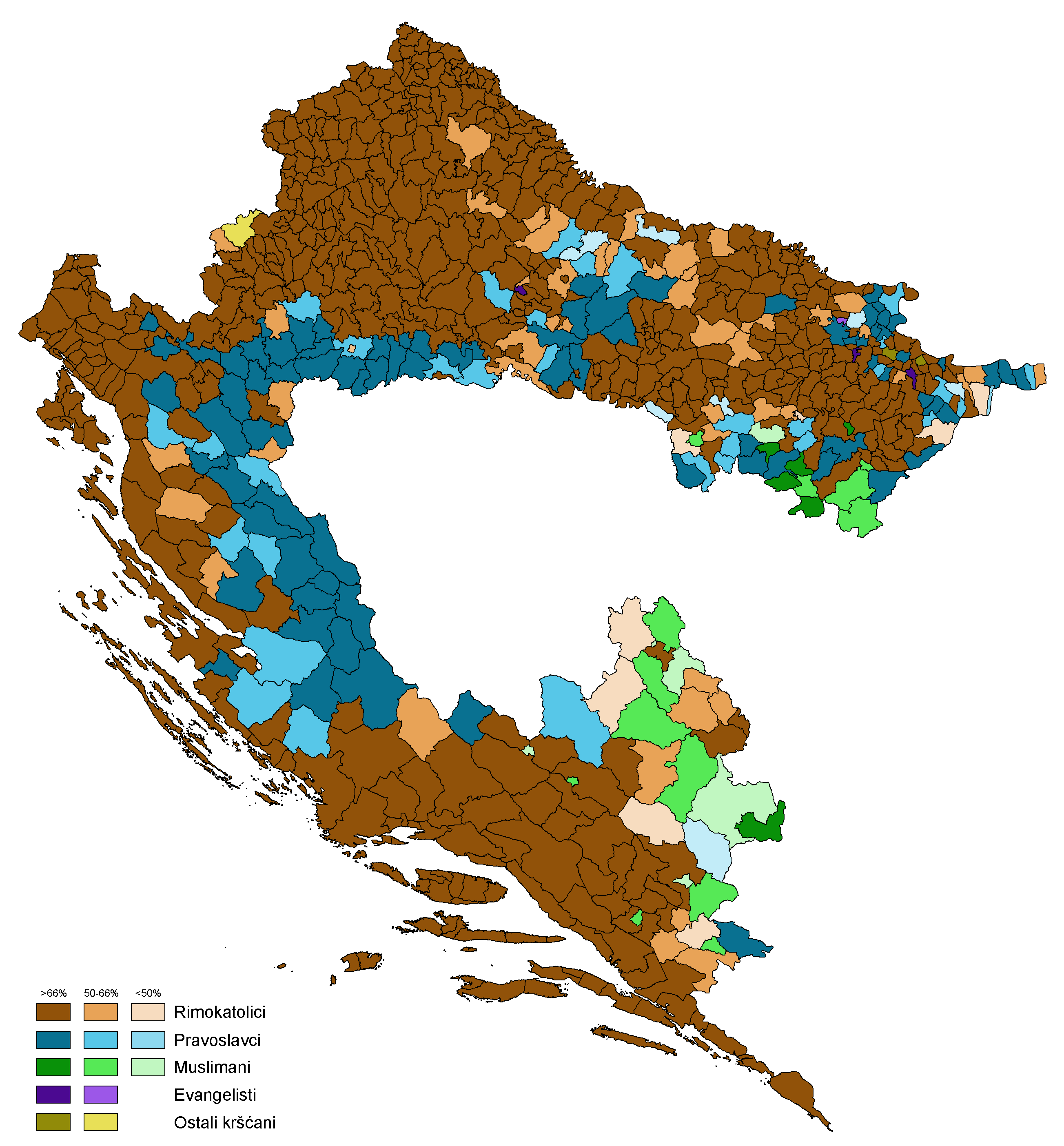
Mapa religioso da Croácia Banovina por município, de acordo com o censo de 1931.
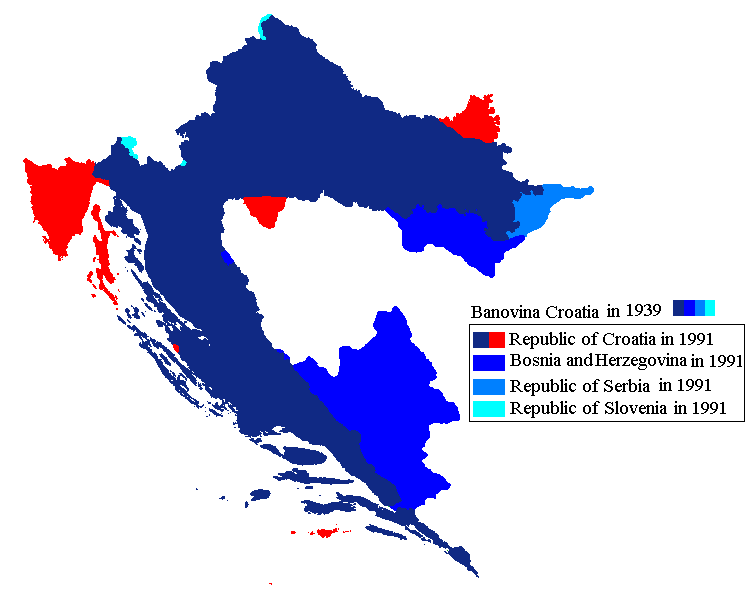
Território da Banovina Croácia em comparação com o território dos países atuais, bem como com os banatos anteriores existentes.
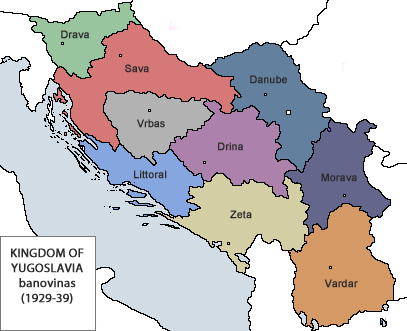
Banates do Reino da Iugoslávia antes do estabelecimento da Banovina da Croácia.
Bandeira civil e insígnia
Brasão menor da Banovina da Croácia
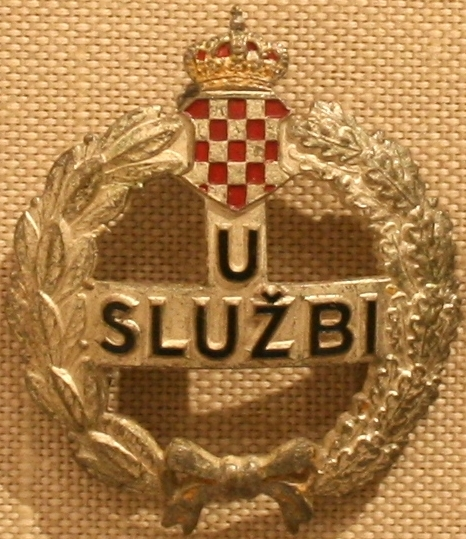
Alferes da polícia com o lema "u službi" em croata, que significa em plantão.
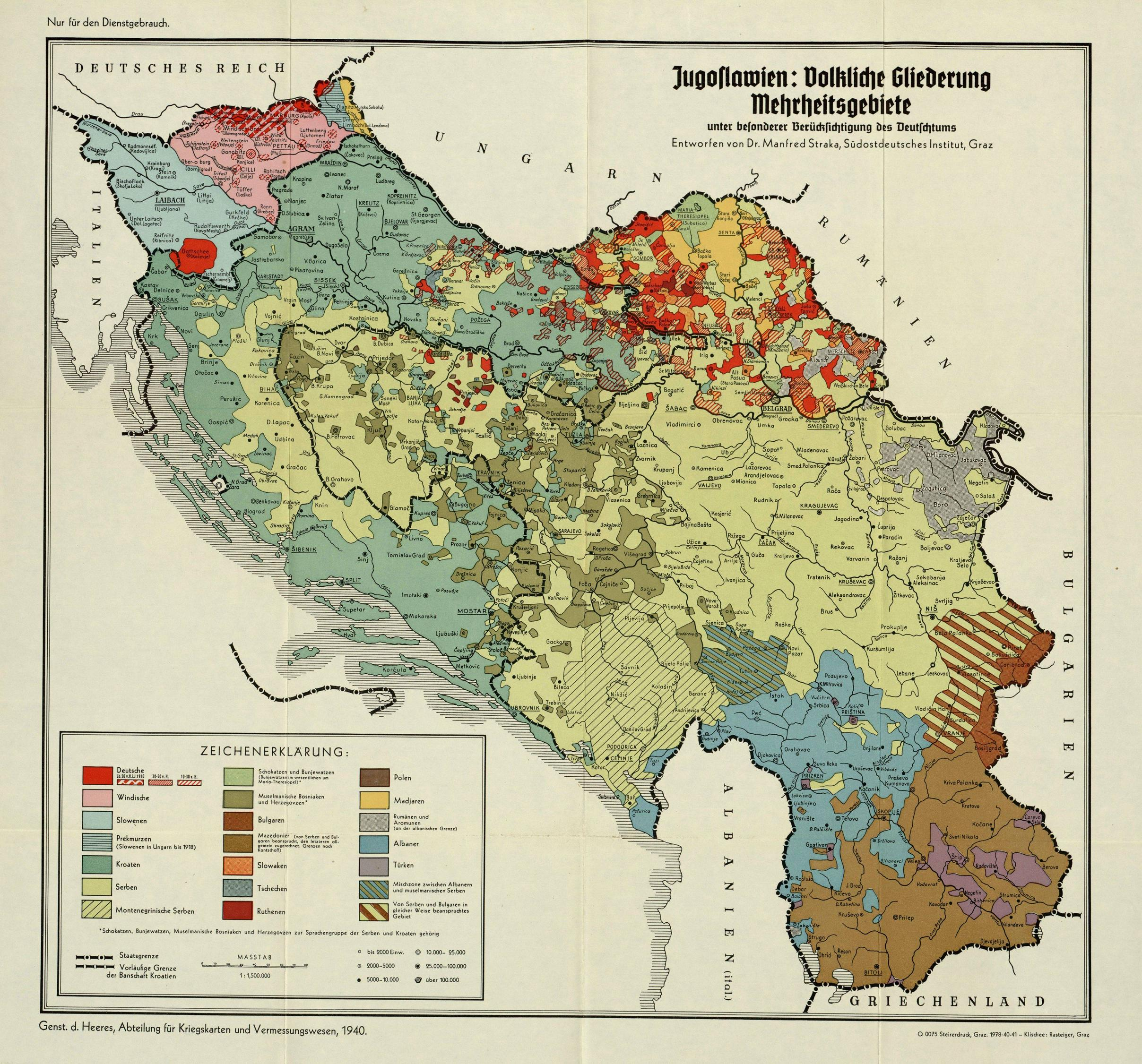
Mapa étnico da Iugoslávia, 1940.